# (466838) 2015 BX230
(466838) 2015 BX230 es un asteroide perteneciente al cinturón de asteroides, descubierto el 14 de septiembre de 2007 por el equipo Spacewatch desde el Observatorio Nacional de Kitt Peak (Arizona, Estados Unidos).